# Alexandre Luiz Fernandes
Alexandre Luiz Fernandes (sinh ngày 21 tháng 1 năm 1986) là một cầu thủ bóng đá người Brasil.

## Sự nghiệp câu lạc bộ
Alexandre Luiz Fernandes đã từng chơi cho Cerezo Osaka.

## Thống kê câu lạc bộ

### J.League
| Đội          | Năm       | J.League | J.League | J.League Cup | J.League Cup | Tổng cộng | Tổng cộng |
| Đội          | Năm       | Trận     | Bàn      | Trận         | Bàn          | Trận      | Bàn       |
| ------------ | --------- | -------- | -------- | ------------ | ------------ | --------- | --------- |
| Cerezo Osaka | 2007      | 35       | 2        | -            | -            | 35        | 2         |
| Cerezo Osaka | 2008      | 29       | 3        | -            | -            | 29        | 3         |
| Tổng cộng    | Tổng cộng | 64       | 5        | 0            | 0            | 64        | 5         |